# 큰돌기

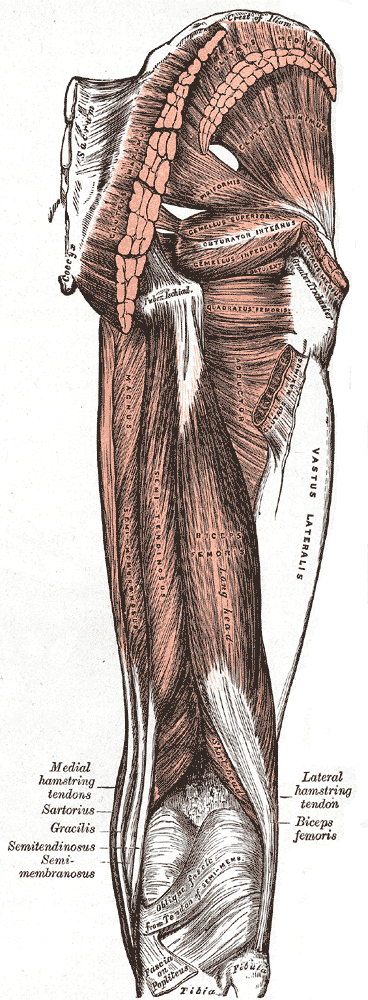
Same point of view as above of right femur from behind. Greater trochanter is labeled at right.

넙다리뼈의 큰돌기(greater trochanter, 대전자)는 크고 불규칙한 사각형 모양의 돌출부이며 골격계의 일부이다.
측면과 안쪽으로 향하고 약간 뒤쪽에 있다. 성인의 경우 넙다리뼈 머리보다 약 2~4cm 낮다. 여성의 골반 출구가 남성보다 크기 때문에 여성의 큰 돌기(trochanter, 전자) 사이의 거리가 더 크다.
두 개의 표면과 네 개의 경계가 있다. 당김(traction, 견인) 뼈끝(epiphysis, 골단)이다.

## 추가 이미지

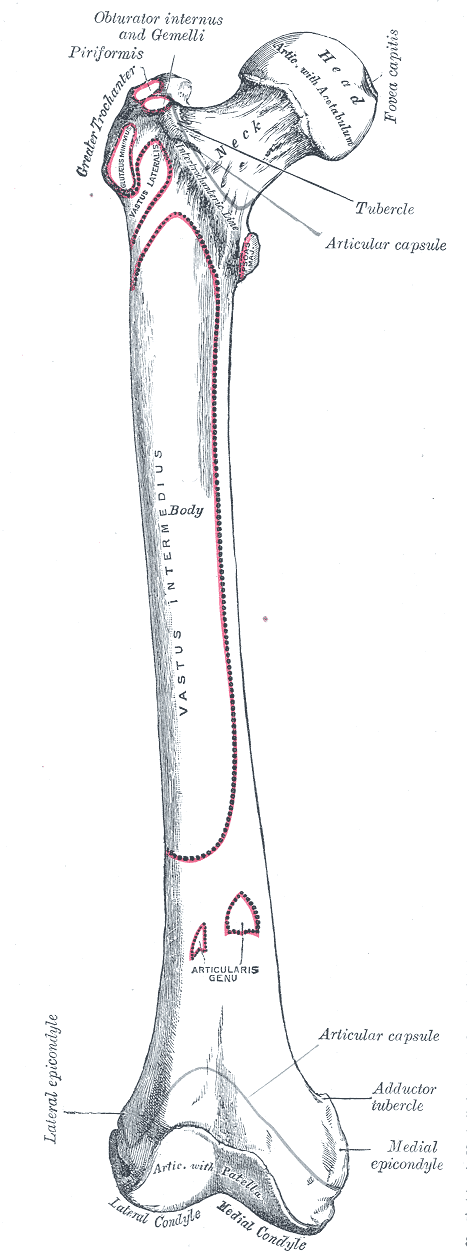
Right femur. Anterior surface.
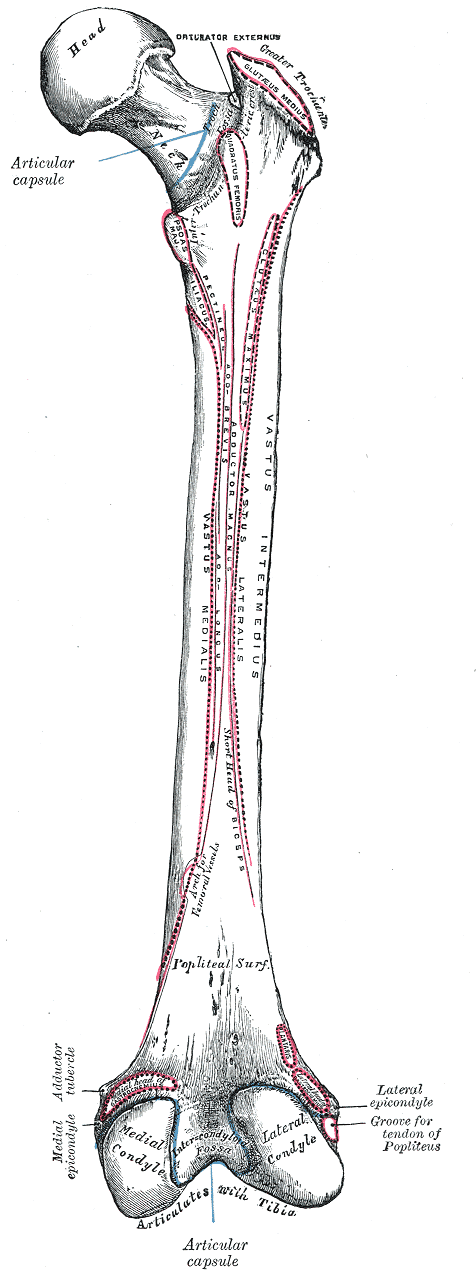
Right femur. Posterior surface.
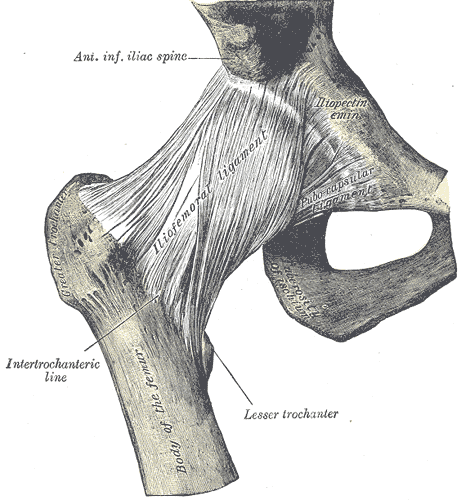
Right hip-joint from the front.
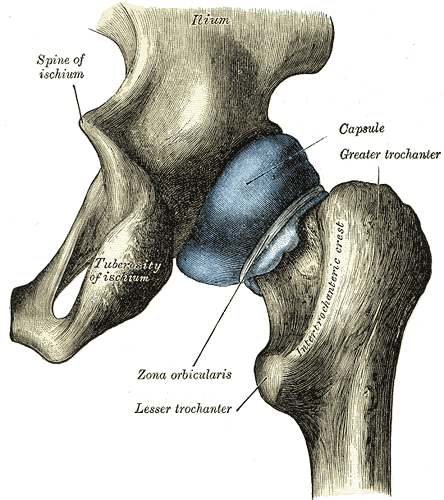
Capsule of hip-joint (distended). Posterior aspect.
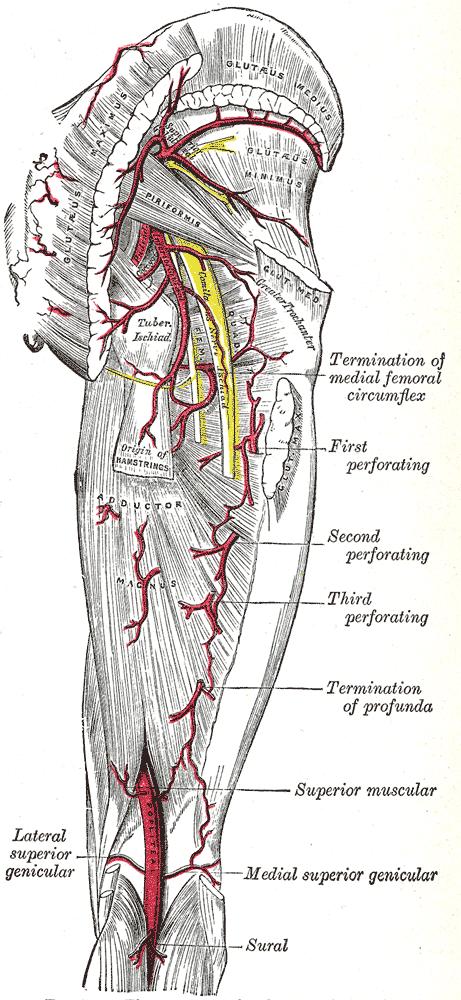
The arteries of the gluteal and posterior femoral regions.
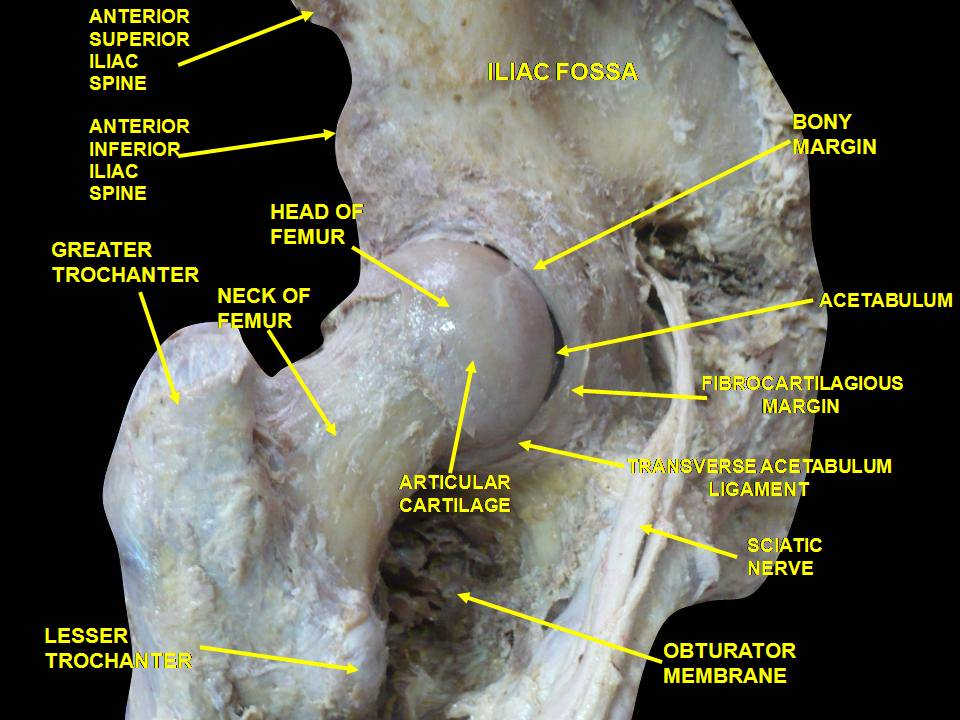
Hip joint. Lateral view. Greater trochanter.

## 같이 보기
- 엉덩부위
- 엉덩뼈 능선
- 볼기
- 넙다리뼈

## 참고 문헌
이 문서는 현재 퍼블릭 도메인에 속하는 그레이 해부학 제20판(1918) page 244의 내용을 기초로 작성된 글이 포함되어 있습니다.